# Jean-Claude Silbermann
Jean-Claude Silbermann (alias Enclos de six bananes, alias Sam Berlinn) est un peintre et écrivain français né à Boulogne-Billancourt en 1935.

## Biographie
Il rompt avec son milieu familial en 1954 et se déclare poète (première publication en 1959). De 1958 à 1969, il participe aux activités du mouvement surréaliste. Le surréalisme comme expérience du savoir inconscient occupera et occupe encore toute sa vie mentale, tant sa réflexion que sa pratique.
En septembre 1960, il signe le Manifeste des 121, titré « Déclaration sur le droit à l’insoumission dans la guerre d’Algérie ».
Il commence à peindre en 1962, encouragé par son ami Pierre Jaouen. Il ne sait rien faire et n’a pour seul talent que le courage de sa maladresse. Mais il aime et connaît suffisamment la peinture pour en deviner (en faire jouer comme en déjouer) les manigances abstraites.
Dès son exposition en 1973 à l’A.R.C., au musée d’Art moderne de Paris, il établit des liens formels avec l’art contemporain : il adopte, pour une part, la grande désinvolture qui donne souvent sa dégaine à celui-ci.
En 1972, J-C. S. anime un atelier dans le service psychiatrique de l’hôpital Beaujon. Il garde de cette fréquentation épisodique des fous le souvenir de gens de qualité dont les tourments, sensiblement partagés, le soulagent en partie des siens.
Il enseigne pour gagner sa vie, d’abord à l’École Alsacienne, puis auprès du ministère de la Culture, avec ce beau profil administratif d’ « Artiste Itinérant Chargé d’Expérience Pédagogique » (il enseigne ainsi durant une année à l'école des arts décoratifs de Nice (villa Arson) où il a notamment pour élève Patrick Lanneau), et enfin de 1981 à 2000 à l’École nationale d’art de Paris-Cergy.
Libéré, par l’âge, des activités alimentaires, il écrit, peint, prend des notes.
Entre 1978 et 1982, il écrit des chansons pour le groupe Chien de Faïence qui donne un concert en 1979 à l’auditorium de l'A.R.C. au Musée d’art moderne de Paris.
En 1982, il crée à l’atelier de lithographie Franck Bordas, avec l’aide du Fonds d’incitation à la création, une publication : Cargo. Elle repose sur l’idée que les artistes écrivent. Chaque artiste choisi est entièrement responsable de son numéro, images et textes. Textes parus : Aillaud, Boisrond, Buraglio, Clareboult, Matta, Mabille, Silbermann…
De 1985 à 2000, il travaille avec Francis Soler sur le sens de l’architecture, notamment pour le Centre de recherche des particules de Marne la Vallée (projet lauréat), la mode dans la cour carrée du Louvre (projet lauréat), un monument à la communication dans l’île d’Awaji, Japon.
Il a réalisé avec l'aide de Frédéric Le Clair un film intitulé Mais qui a salé la salade de céleri ?. Présenté au Centre Pompidou le 1er mars 2018, ce film, accompagné d'un livret autobiographique, s'inscrit dans la collection Phares, éditée par Aube et Oona Elléouet-Breton et Seven doc, et consacrée aux artistes et poètes surréalistes. Mais qui a salé la salade de céleri ? a la particularité d'être à la fois un film d'artiste, comportant des séquences imaginaires, des scènes chantées, des propos théoriques, et un film sur un artiste.
En 2022, il est sollicité par La Banque, musée des Cultures et du Paysage, à Hyères pour une exposition. Intitulée Hold-Up ! celle-ci a lieu du 25 mars au 4 juin 2023 et est probablement à ce jour, la plus ambitieuse et la plus singulière de ses expositions. Philippe Dagen, journaliste au magazine Le Monde, indique d'ailleurs qu'il ne s'agit pas d'une rétrospective, mais d'une « installation générale qui s’étend à l’ensemble des salles et où des œuvres de nature et de dates différentes se répondent.»

## Expositions récentes
- 2024 "L'attente et la raison ardente", galerie Sator, Paris
- 2023 "Hold-up!" La Banque, musée des Cultures et du Paysage, Hyères[4]
- 2021 "Le jardin des pierres parlantes", Festival international de création contemporaine le Printemps de septembre, Toulouse[5]
- 2020 "Une voie limpide - Jean-Claude Silbermann, Christian Bernard", URDLA, Villeurbanne[6]
- 2017 "Jean-Claude Silbermann. Sam Berlinn 2017", Galerie de France, Paris
- 2015 "La Langue du chat - Daniel Nadaud, Jean-Claude Silbermann", URDLA, Villeurbanne
- 2015 "Surréalistes, certes", Galerie Michel Descours, Lyon
- 2014 Galerie Les Yeux Fertiles, Paris
- 2013 Galerie l'espace du dedans, Lille,
- 2011 "Par beau temps froid" Galerie L'espace du dedans, Lille
- 2010 " Estoupes à décamper", URDLA, Villeurbanne
- 2009 "Le Mariolle", Galerie L'espace du Dedans, Lille
- 2009 " Les vacances de la Vieille", Galerie 1900-2000, Paris
- 2007 "Le pointillé clandestin", Musée des beaux arts de Brest[7]
- 2007 "Un homard dans le faux pas " exposition au MAMCO Genève
- 2006 Galerie L’Espace du Dedans, Lille
- 2004 La Réparation, Galerie Frontières, Lille
- 2003 Je remplace, Galerie L’Or du Temps, Paris
- 2002 Alice Carroll, Galerie Les Yeux Fertiles, Paris
- 2001 Centre National des Lettres, Paris
Le Salon de Peinture, Bruxelles
- 2000 Babil-Babylone, Villa Tamaris, La Seyne sur Mer
- 1998 Maison Chailloux, Fresnes
Centre d’Art et de Plaisanterie, Montbéliard
Babil Babylone, Musée de Gray
- 1997 L’os de L’eau, Espace Julio Gonzales, Arcueil
- 1996 Galerie Sélini, Athènes, Grèce
- 1995 Babil-Babylone, première présentation à l’Aître Saint Maclou, Rouen
Babil- Babylone, Centre d’art contemporain du Luxembourg Belge, Luxembourg
- 1994 Palais des Congrès, Paris
J. E. Stallion Gallery Louisville, Médiathèque de Mulhouse
- 1993 Galerie Le Salon de Peinture, Bruxelles
Galerie Le Cirque Divers, Liège
- 1992 Galerie de France, Paris
- 1992 Galerie Convergence, Nantes
- 1991 Galerie Samy Kinge, Paris
- 1990 Galerie La Poésie dans un Jardin, Avignon

## Filmographie
- 2016: il apparait dans le film de Rémy Ricordeau Je ne mange pas de ce pain-là, Benjamin Péret, poète c'est-à-dire révolutionnaire
- 2018 : Mais qui a salé la salade de céleri ?, de Jean-Claude Silbermann, produit par Seven Doc[2]. Ce film est édité en Coffret (DVD+Livre) contenant le film Mais qui a salé la salade de céleri (94 minutes) + un livre de 88 pages retraçant la vie et l'œuvre de Jean-Claude Silbermann. 21ème itération de la Collection Phares dédiée aux artistes du mouvement surréaliste.

## Illustrations
- Le Testament d’Horus de José Pierre (ed. Eric Losfeld, 1971)
- Odor di Femina de Bernard Marcadé (ed. Cirque Divers, 1993)
- La femme momentanée de Jackie Simon (1997)
- Chantefables, Chantefleurs…de Robert Desnos (ed. Grûnd, 2000)
- Alice au Pays des Merveilles et De l’Autre Côté du Miroir de Lewis Carroll (ed. Grûnd, 2002)
- Poésies de Isidore Ducasse (ed. L’or du Temps, 2003)
- Son Ile de Etienne Delmas (Ed. Le Hêtre Pourpre
- Jean Clair ou la misère intellectuelle française (ed. Association des Amis de Benjamin Péret)
- Agartha de Francis Hofstein (Ed. Del Acco 2005)
- La société du confetti de Gycée Hesse (Ed. l’URDLA 2010)
- La Légende des minutes, Dédicaces de Benjamin Péret, collectées par Dominique Rabourdin, illustrations de Jean-Claude Silbermann, (Collection Hurdle, Ed. URDLA, Villeurbanne 2015)

## Collections publiques
- Fonds national d'art contemporain
- F.R.A.C. de Bretagne
- Musée national d’art moderne
- Musée d’art moderne de Prague
- Moderna Museet, Stockholm
- Musée d’art moderne de Genève (MAMCO)
- Musée des beaux-arts de Brest

## Préfaces, études, articles
- André Breton, dans Le Surréalisme et la peinture (Gallimard)
- José Pierre, dans Le Surréalisme (éd. Rencontre)
- Anne Tronche, dans L’Art Actuel en France (Balland)
- Dictionnaire de l’Art Moderne, (Bordas)
- L’Objet du délit, monographie. Dialogue avec Bernard Marcadé
- Bernard Marcadé, Didier Semin, Catherine Strasser dans Babil-Babylone (Sixtus)
- Gérard Durozoi, Alice à Babil-Babylone (éd. Idem Arts)
- Anne Tronche, dans Chroniques d’une scène parisienne (Hazan)